# オセオラ郡 (アイオワ州)
オセオラ郡（英: Osceola County）は、アメリカ合衆国アイオワ州の北西部に位置する郡である。2010年国勢調査での人口は6,462人であり、2000年の7,003人から7.7％減少した。郡名はセミノール族インディアンの酋長オセオラから名付けられた。郡庁所在地はシブリー市（人口2,798人）であり、同郡で人口最大の都市でもある。シブリーはミネソタ州知事を務めたヘンリー・H・シブリーに因んで名付けられた。

## 歴史
オセオラ郡は1871年に設立され、セミノール族インディアンの酋長オセオラから名付けられた。アイオワ州では面積最小、かつ最も新しく作られた郡である。1871年に最初の開拓者であるエルドレッド・ハフが入植し、土地を登記した。1872年1月1日、郡政委員会が初めて招集された。初代郡庁舎は木製で翌年11月に建設され、会議場、学校および教会を兼ねた。1903年9月、2代目郡庁舎が完成し、1915年10月には電気が引かれた。

## 地理
アメリカ合衆国国勢調査局に拠れば、郡域全面積は399.48平方マイル (1,034.6 km2)であり、このうち陸地398.77平方マイル (1,032.8 km2)、水域は0.71平方マイル (1.8 km2)で水域率は0.18％である。標高1,670フィート (509 m) で州内最高地点であるホーキー・ポイントが郡内にある。

### 主要高規格道路
- アメリカ国道59号線
- アイオワ州道9号線
- アイオワ州道60号線

### 隣接する郡
- ノーブルズ郡 (ミネソタ州) - 北西
- ジャクソン郡 (ミネソタ州) - 北東
- ディキンソン郡 - 東
- オブライエン郡 - 南
- ライアン郡 - 西

## 人口動態

### 2010年国勢調査
以下は2010年国勢調査による人口統計データである。
基礎データ
- 人口: 6,462人
- 人口密度: 6人/km2（16人/mi2）
- 住居数: 2,990軒
- 使用住居: 2,682軒[6]

### 2000年国勢調査

2000人口ピラミッド

以下は2000年国勢調査による人口統計データである。
| 基礎データ - 人口: 7,003人 - 世帯数: 2,778 世帯 - 家族数: 1,941 家族 - 人口密度: 7人/km2（18人/mi2） - 住居数: 3,012軒 - 住居密度: 3軒/km2（8軒/mi2） 人種別人口構成 - 白人: 98.04% - アフリカン・アメリカン: 0.11% - ネイティブ・アメリカン: 0.26% - アジア人: 0.20% - 太平洋諸島系: 0.01% - その他の人種: 0.84% - 混血: 0.53% - ヒスパニック・ラテン系: 1.78% 年齢別人口構成 - 18歳未満: 26.1% - 18-24歳: 7.2% - 25-44歳: 26.2% - 45-64歳: 21.6% - 65歳以上: 18.9% - 年齢の中央値: 40歳 - 性比（女性100人あたり男性の人口） - 総人口: 95.9 - 18歳以上: 94.3 | 世帯と家族（対世帯数） - 18歳未満の子供がいる: 31.7% - 結婚・同居している夫婦: 62.0% - 未婚・離婚・死別女性が世帯主: 5.1% - 非家族世帯: 30.1% - 単身世帯: 27.6% - 65歳以上の老人1人暮らし: 15.1% - 平均構成人数 - 世帯: 2.48人 - 家族: 3.03人 収入と家計 - 収入の中央値 - 世帯: 34,2747米ドル - 家族: 41,977米ドル - 性別 - 男性: 29,624米ドル - 女性: 20,522米ドル - 人口1人あたり収入: 16,463米ドル - 貧困線以下 - 対人口: 7.0% - 対家族数: 6.0% - 18歳未満: 7.9% - 65歳以上: 9.8% |

## 都市と町

### 都市
| - シブリー - 郡庁所在地 - アシュトン - ハリス | - メルビン - オシェイダン |

### その他の町
- アレンドーフ

### 郡区
- アリソン郡区
- ベーカー郡区
- イーストホルマン郡区
- フェアビュー郡区
- ギルマン郡区
- ゴーウィー郡区
- ハリソン郡区
- ホートン郡区
- オケイダン郡区
- ビオラ郡区
- ウェストホルマン郡区
- ウィルソン郡区